# سنگ‌نوشته پایکولی

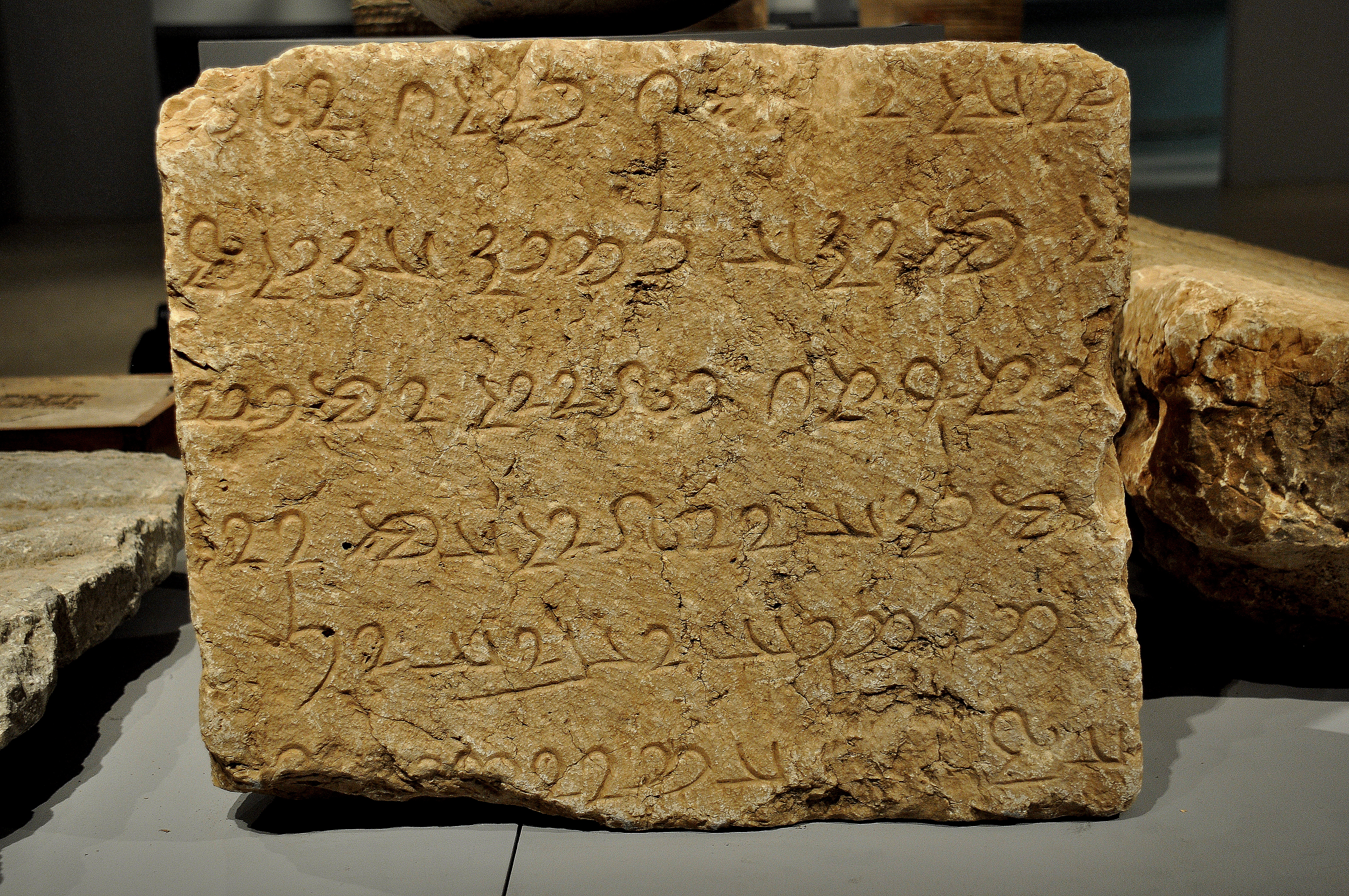
سنگ‌نوشته فارسی میانه در پایکولی

سنگ‌نوشتهٔ پایکولی کتیبه‌ای است که نرسی هفتمین شاهنشاه ساسانی به افتخار پیروزی خویش بر بهرام سوم، شاه پیشین پدید آورده است. این سنگ‌نوشته امروزه در منطقهٔ پایکولی واقع در جنوب سلیمانیه اقلیم کردستان عراق و در شمال قصرشیرین در یک کیلومتری غرب دهکدهٔ جدید برکل واقع شده است.
نرسی از ۲۹۳ تا سال ۳۰۲ میلادی، پادشاه ساسانی بود. پدر او شاپور یکم دومین شاهنشاه ساسانی بود. نرسی در طی شورشی که به قیام نرسی معروف است، بهرام سوم را از پادشاهی خلع کرده و بجای او برتخت نشست. پادشاهی نرسی به دین‌سالاری و نفوذ کرتیر موبد در دربار ساسانی پایان داد.

## درون‌مایه
سنگ‌نوشتهٔ پایکولی، شرح رویدادهایی است که به پیروزی نرسی انجامیده است. رویدادهای مذکور به زبان‌های پارتی و فارسی میانه نوشته شده‌اند اما همهٔ سطرهای این کتیبه، اکنون قابل مرمت نیستند و بدین جهت بسیاری از جزئیات رویدادهای ایران در آن روزگار برای همیشه ناشناخته مانده است. نخستین بار هرتسفلد بخش بزرگی از این سنگ نوشته را بازسازی کرده است.

## ترجمه سنگ‌نوشته
این یادبود پدید آمده‌است از بغ مزداپرست، خدایگان نرسی شاهنشاه ایران و انیران که چهر (نژاد) از ایزدان دارد. او فرزند بغ مزدا پرست، شاپور یکم، شاهنشاه ایران و انیران و نوادهٔ اردشیر یکم شاهان شاه است. این یادبود به فرمان نرسی شاهان شاه بنا شد. من شاه ارمنستان بودم و بهنام خود سوگند شکست و اسیر اهریمن و دیوان شد و همهٔ راه‌ها را بست و بدین روال نه برابر ما راهی بود و نه (....) برابر شاهزادگان (....) و بزرگان و آزادگان [=نجیبان] و پارسیان و پارتیان. 

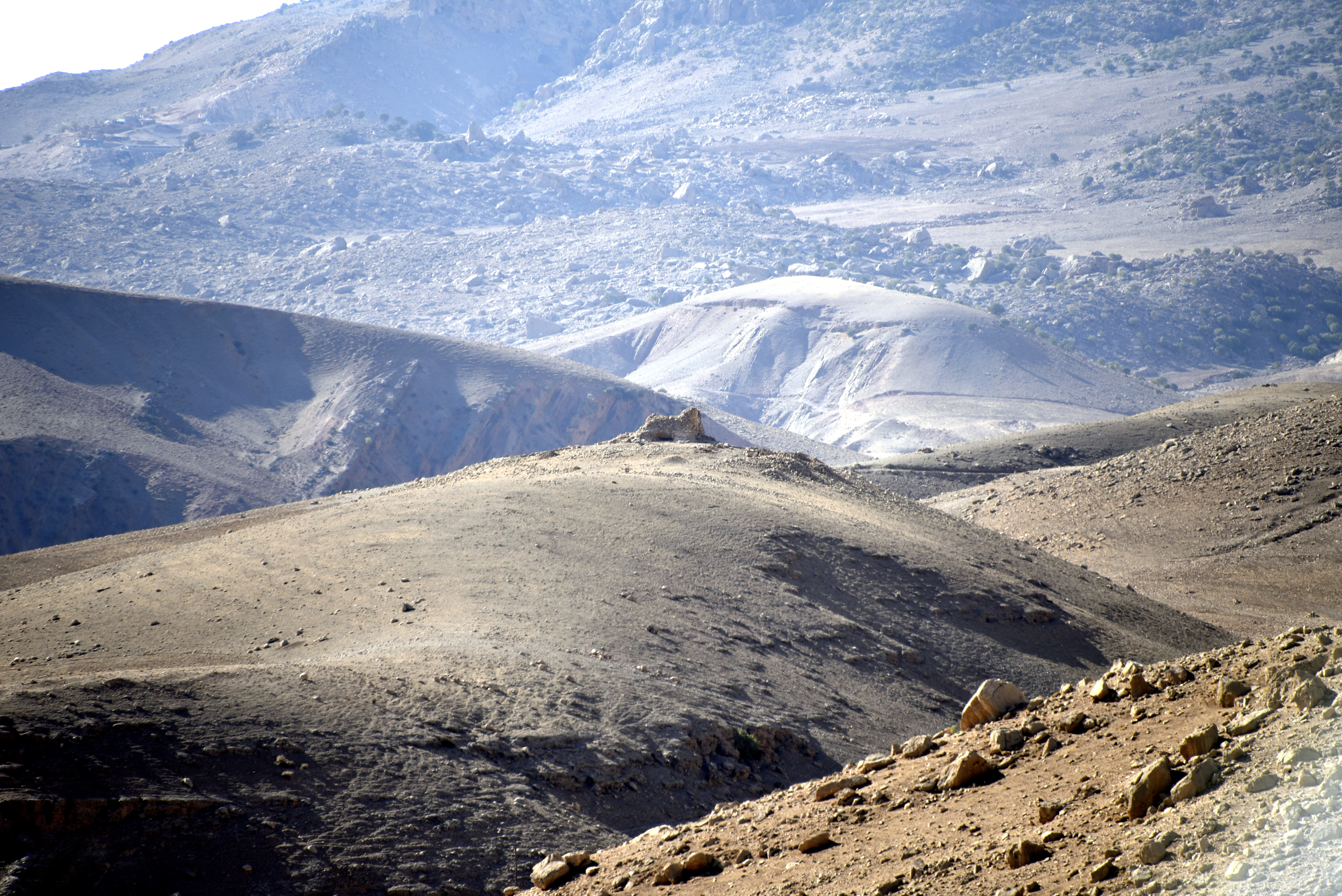
برج پایکولی

سپس در کتیبه چنین آمده که پس از مرگ بهرام دوم فرزند او بهرام که نرسی همه جا او را سکان‌شاه می‌نامد، افسر شاهنشاهی ایران را بر سر نهاد و خواست بر تخت نیاکان بنشیند. هواخواهان او پایتخت را بتصرف آوردند.

 آنگاه شاهزادگان و بزرگان و آزادگان و پارسیان و پارتیان گرد آمدند و بر آن شدند که غاصب را با سلاح پاسخ گویند (در کتیبه از انتصاب بزرگ ارتشتاران سخن رفته‌است) شاپور، ارگبد و نرسی، شاهزاده فرزند ساسان و پاپک، بیدخش و اردشیر، هزاربد و اردشیر، سورن، و اسپهبدرشن، و (....) دیگر شاهزادگان و بزرگان و کدک خدایان و آزدان و پارسیان و پارتیانی که در دربار ما (....) برتر و نیرومندتر شدند و از پشتیبانی ایزدان برخوردار گشتند و سفیر (....) فرستادند از (....) ارگبد و بزرگان و آزادان و سفیر آمد تا بگوید که شاهنشاه مهربان از ارمنستان عازم ایرانشهر است تا افتخار کشور و سریر خویش و شهریاری‌ای که از سوی نیاکان و ایزدان بدو اعطا شده بازگیرد و ما وقتی که این پیام را دیدیم آنگاه بنام اهورامزدا و همهٔ ایزدان و الههٔ آناهیتا روانهٔ ایرانشهر شدیم. 
سپس نرسی از این نکته یاد می‌کند که بسیاری از فرمانروایانی که هواخواه نرسی بودند و نیز عده‌ای دیگر شهریاری او را پذیره شدند.

 در این مکان ما این بنای یادبود را پدیدآوردیم. سپس شاپورارگبد و شاهزاده پیروز و شاهزاده نرسی و شاهزاده نرسی فرزند ساسان و پاپک بیدخش و اردشیر هزار بد و اردشیر سورن و هرمزد وراز و اسپهبد رشن و اردشیر، شهرب تهم شاپور و (....) سرخزانه دار کشور و زودکرت، مهردار و همهٔ شاهزادگان و بزرگان و آزادان و کدک خدایان و شهربها و آمارگرها و پارسیان و پارتیان در حیان گرد آمدند و اینجا این یادبود بر پا شد (....) هنگامی که دشمنان ما شنیدند که ما از ارمنستان بسوی ایرانشهر روان شدیم بهنام خود نامه‌ای به آذرفرنبغ شاه میشان نوشت و او را بسوی خود متمایل کرد و نیز سکانشاه (بهرام سوم) را از این کار آگاه کرد ولی نرسی بنوبهٔ خود پیامی به شاه میشان فرستاد و او را آگاهی داد که شاه ارمنستان به همراه ارگبد و شاهزادگان و بزرگان به کاخ خویش می‌رود. 
چنین بنظر می‌رسد که پشتیبانی شاه میشان اهمیت فراوان داشته‌ است. سپاه نرسی بسوی تیسفون تاخت و فرماندار بهنام نیروی کافی برای جلوگیری از نفوذ سپاه نرسی در اختیار نداشت.
نرسی همینکه به کاخ رسید خود را شاهنشاه خواند و بزرگان هواخواه او سوگند وفاداری یاد کردند. از کتیبه‌ای که آسیب فراوان دیده، معلوم نیست که بر سر بهرام سوم چه آمده‌است. در دنبالهٔ کتیبه که سطرهای این بخش افتادگی بسیار دارد، از شجره و نسب نرسی یاد شده‌است. نرسی یادآور می‌شود که تخت شاهی ایران از سوی پدرش شاپور یکم به او واگذار گردید. پس از آن نرسی از هواخواهان خویش نام برده‌است. کتیبه با این سطرها پایان می‌یابد.

 دیگر شهرداران (....) آنها بزیر فرمان ما درآمدند و سراسر کشور را در راهی نو قرار دادیم و از آنها (فرمانروایانی که نامشان در کتیبه آمده) برخی (....) خود به دربار ما آمدند و برخی دیگر فرستادگانی گسیل داشتند.
نرسی به نام اهورامزدا و همهٔ ایزدان و الههٔ آناهیتا بر تخت شاهی ایرانشهر نشست. پرستشگاه دودمان که از سوی غاصبان به کرتیر داده شده بود از نو به شاهنشاه بازگشت. در تصویر ویژهٔ تاجگذاری نرسی در نقش رستم مظهر قدرت شاهی نه از سوی اهورامزدا بلکه از سوی آناهیتا به او واگذار شده‌است. این کاری بود، حساب شده، چه در نقش و چه در کتیبه، شکوه مجدد، خط مشی قانونی دودمان اعلام شد. در کتیبه اعلام شده که نفوذ غیرقابل تقسیم موبد اهورامزدا کرتیر در همهٔ کارهای دولتی پایان یافته است. نرسی در کتیبهٔ خود اندیشهٔ جدید دولت را با تکیه به اردشیر بابکان بنیانگذار شاهنشاهی ساسانی اعلام داشت.

## نگارخانه
موزه‌ی سلیمانیه‌ی عراق در ۲۰ خرداد سال ۱۳۹۸ نگاره‌هایی از آثار تاریخی پایکولی منتشرکرد. این موزه، تنها موزه‌ی منتشرکننده‌ی نگاره‌های این آثار است.

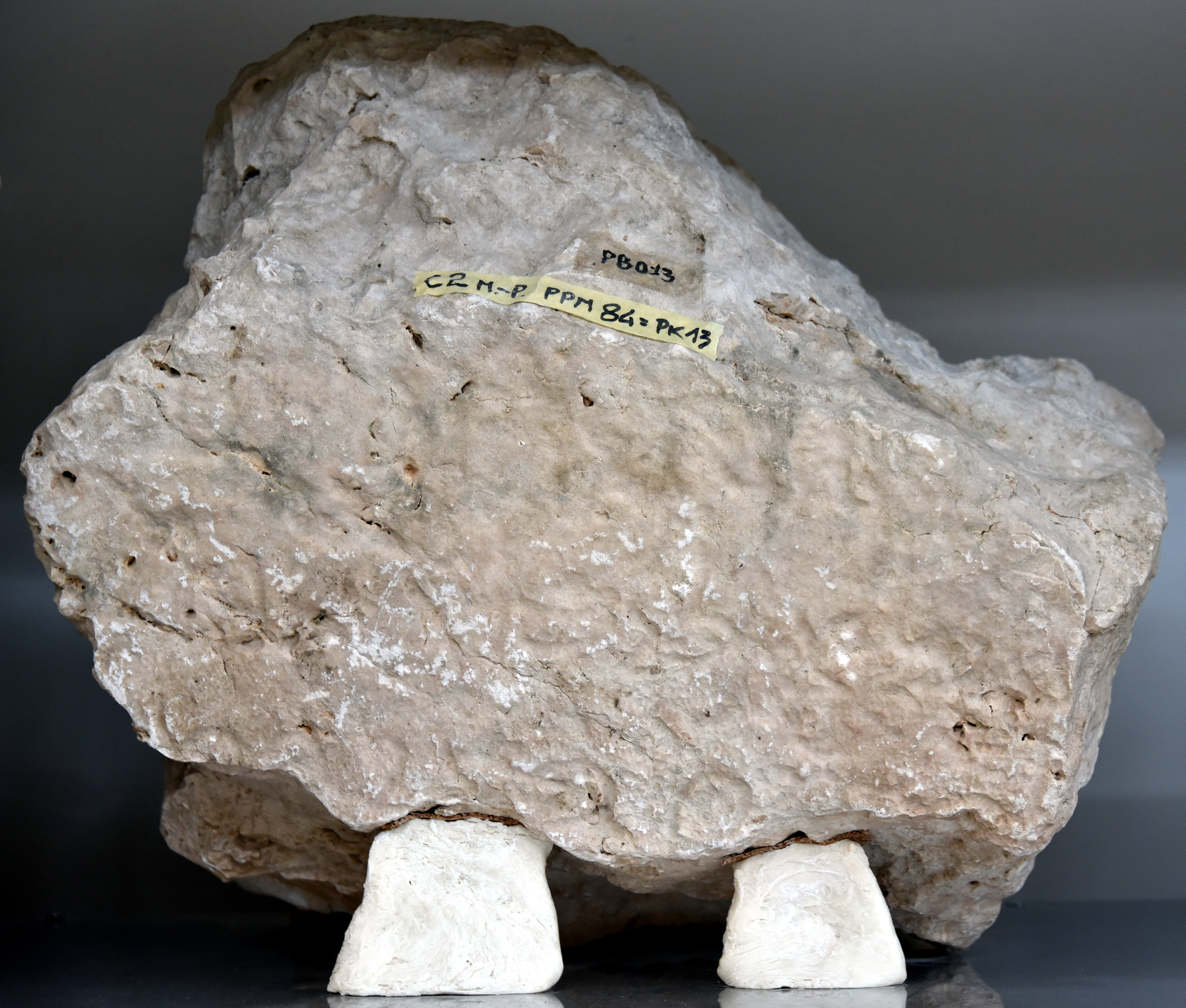
سنگ‌نوشته‌ی تازه‌کشف‌شده‌ی C2 به زبان فارسی میانه
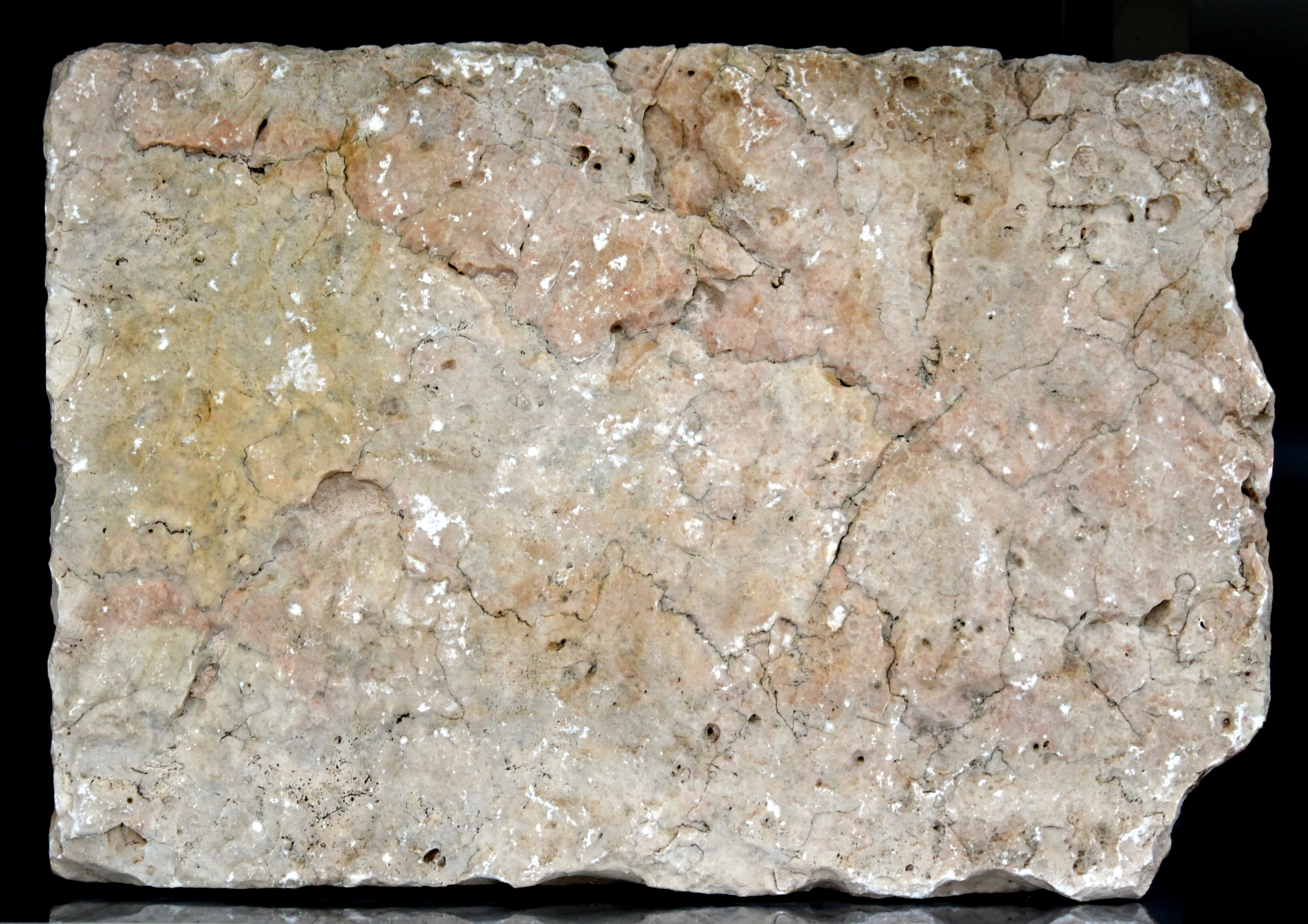
بلوک سنگی تازه‌کشف‌شده‌ی C12 پارتی
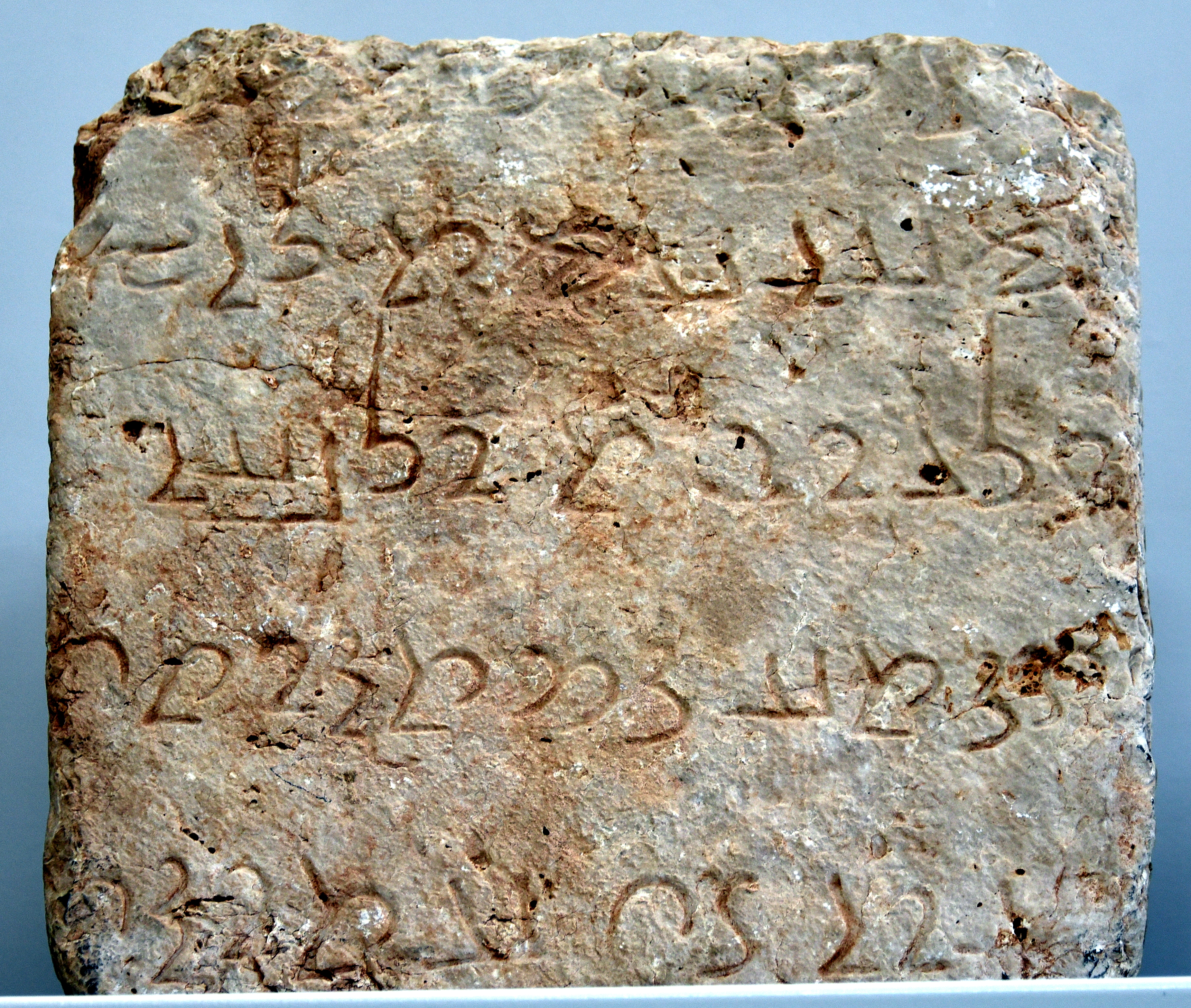
سنگ‌نوشته‌ی A2 به زبان فارسی میانه
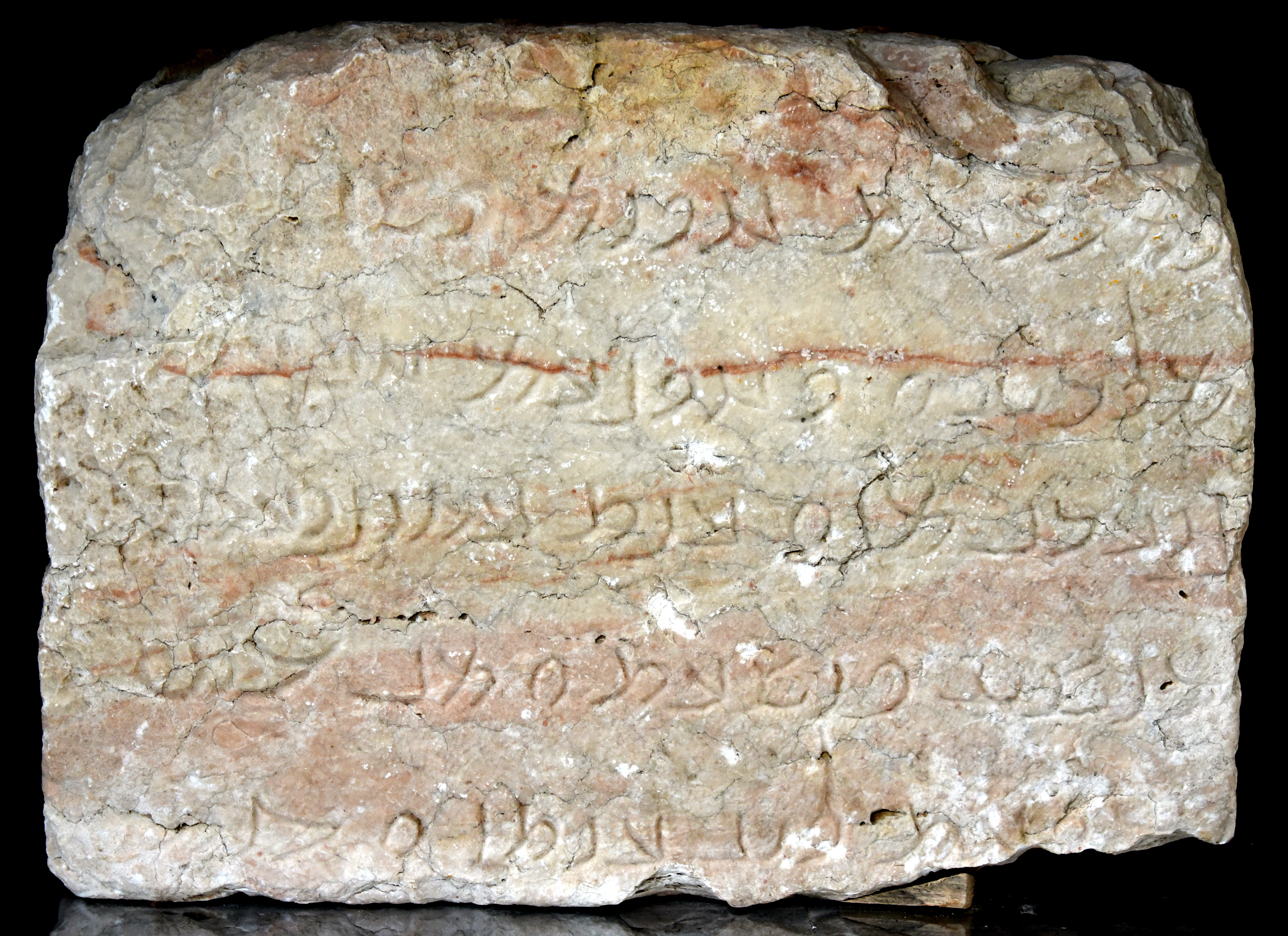
بلوک سنگی D3 به فارسی میانه
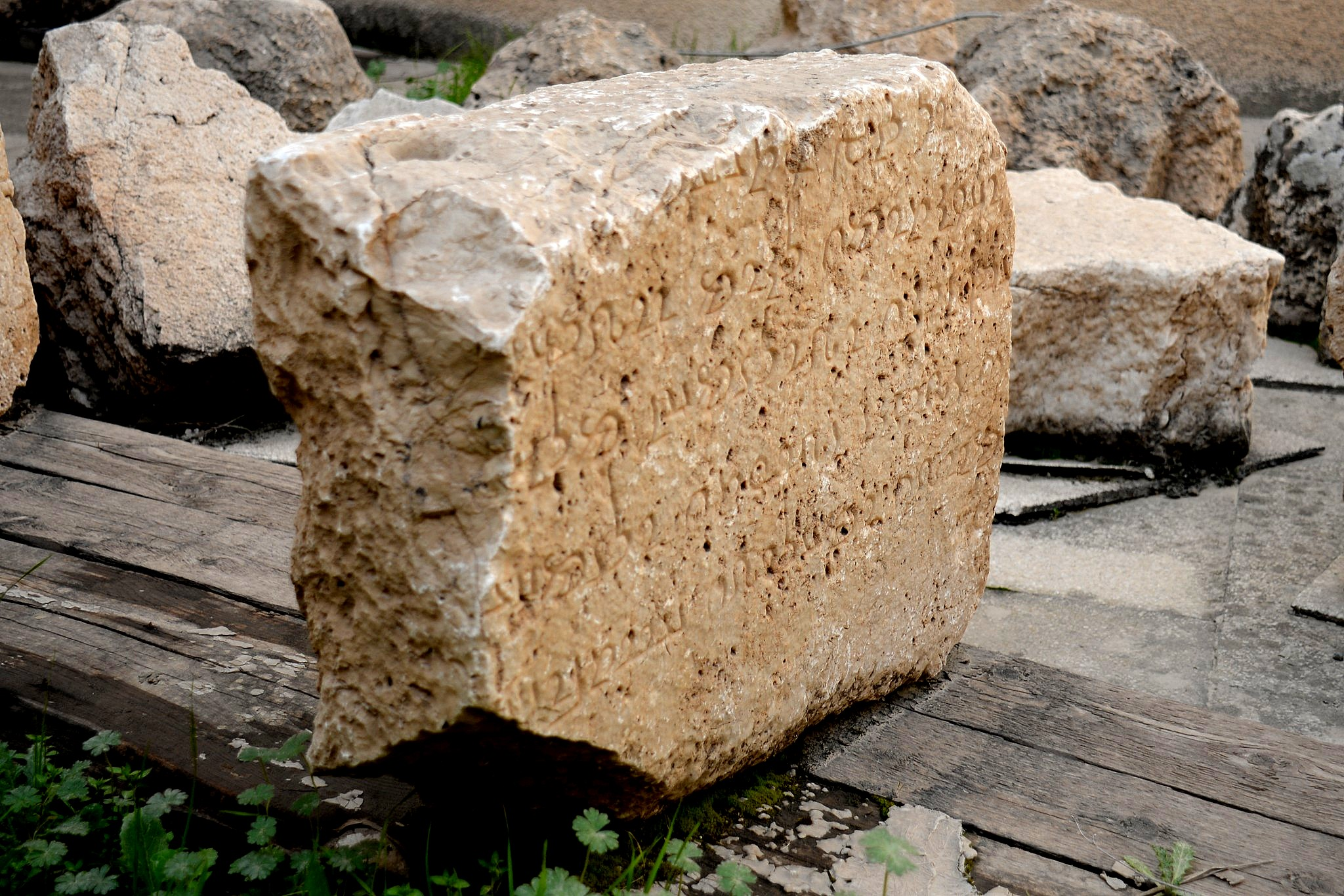
یکی از بلوک های سنگی کتیبه‌ای از برج پایکولی نرسه. اواخر قرن سوم میلادی.
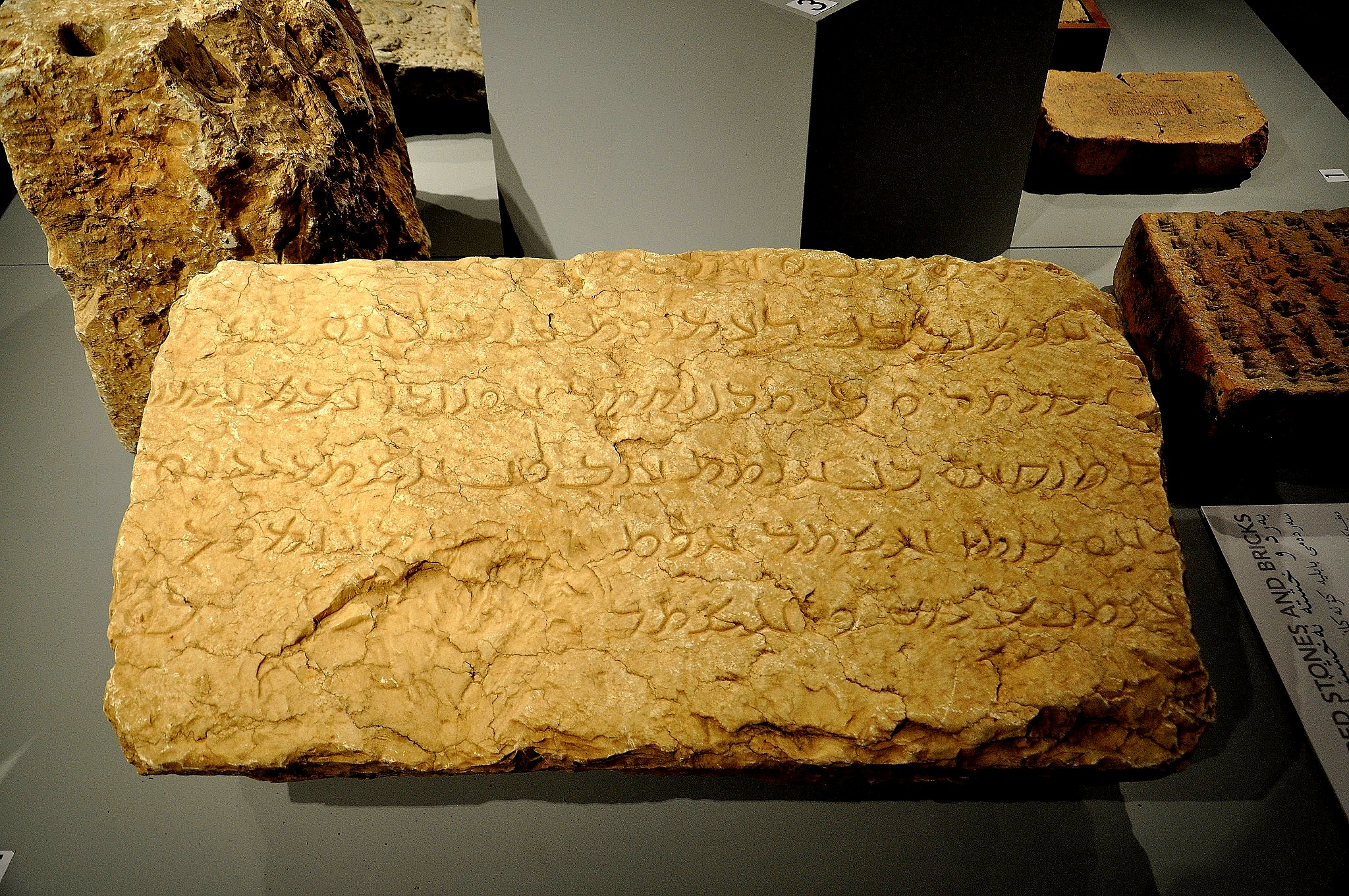
بلوک f7 از برج پایکولی که به زبان پارتی نوشته شده است.
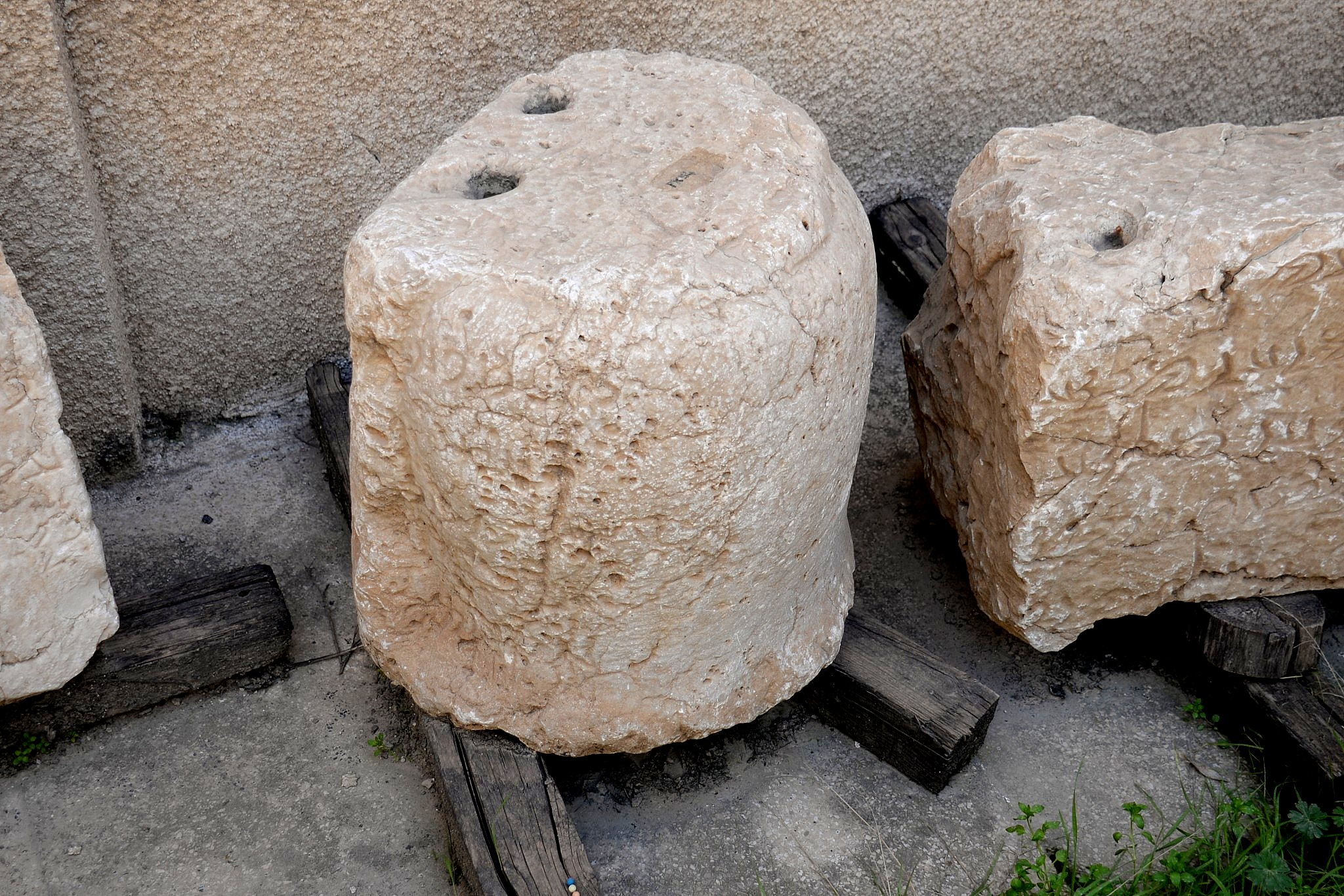
بلوک تازه‌کشف‌شده‌ی f1 به زبان پهلوی در برج پایکولی.
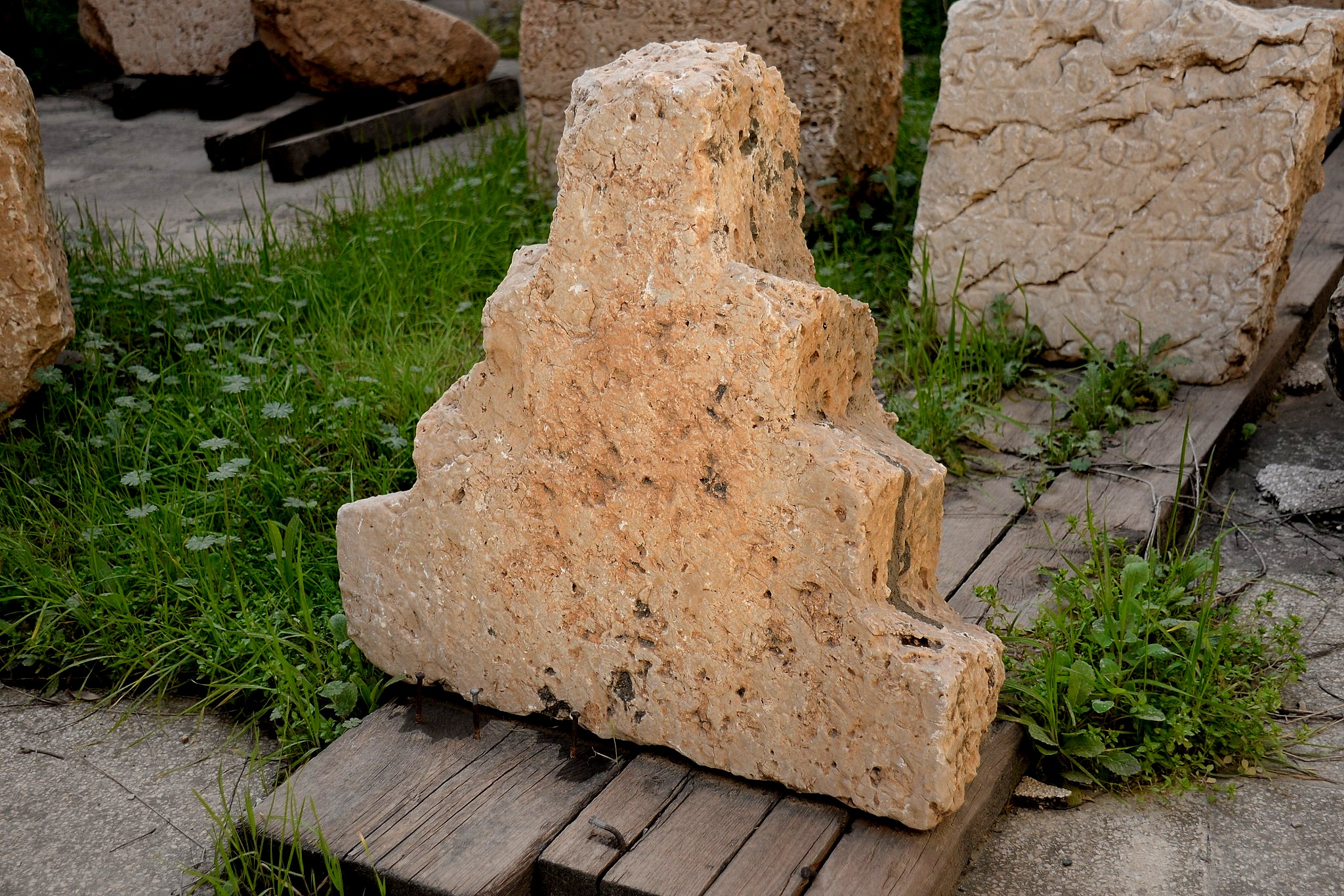
یک بلوک بی‌نوشته از سایت پایکولی در موزه‌ی سلیمانیه
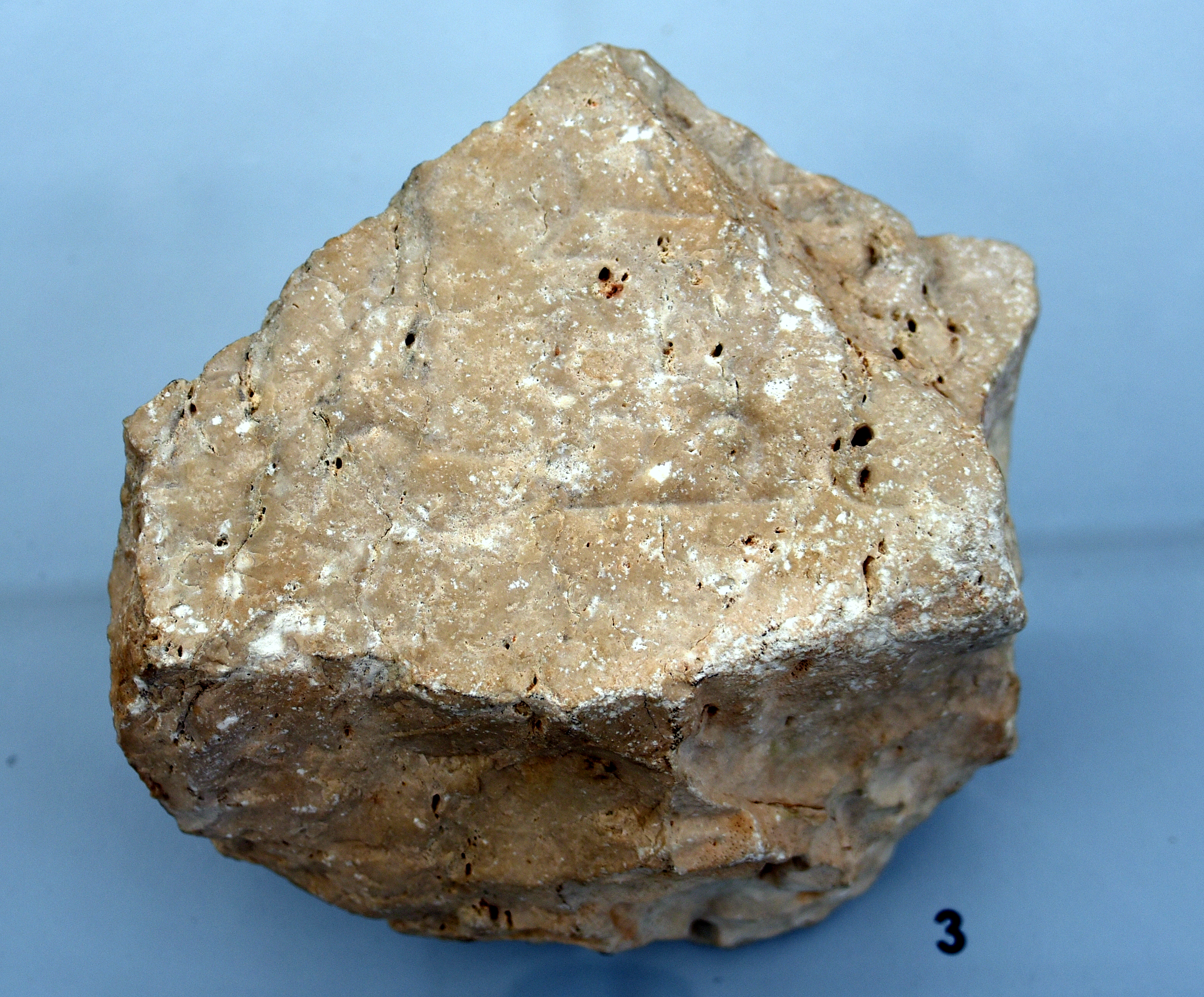
بلوک تازه‌کشف‌شده‌ی G6 به فارسی میانه از سایت و در موزه‌ی مذکور
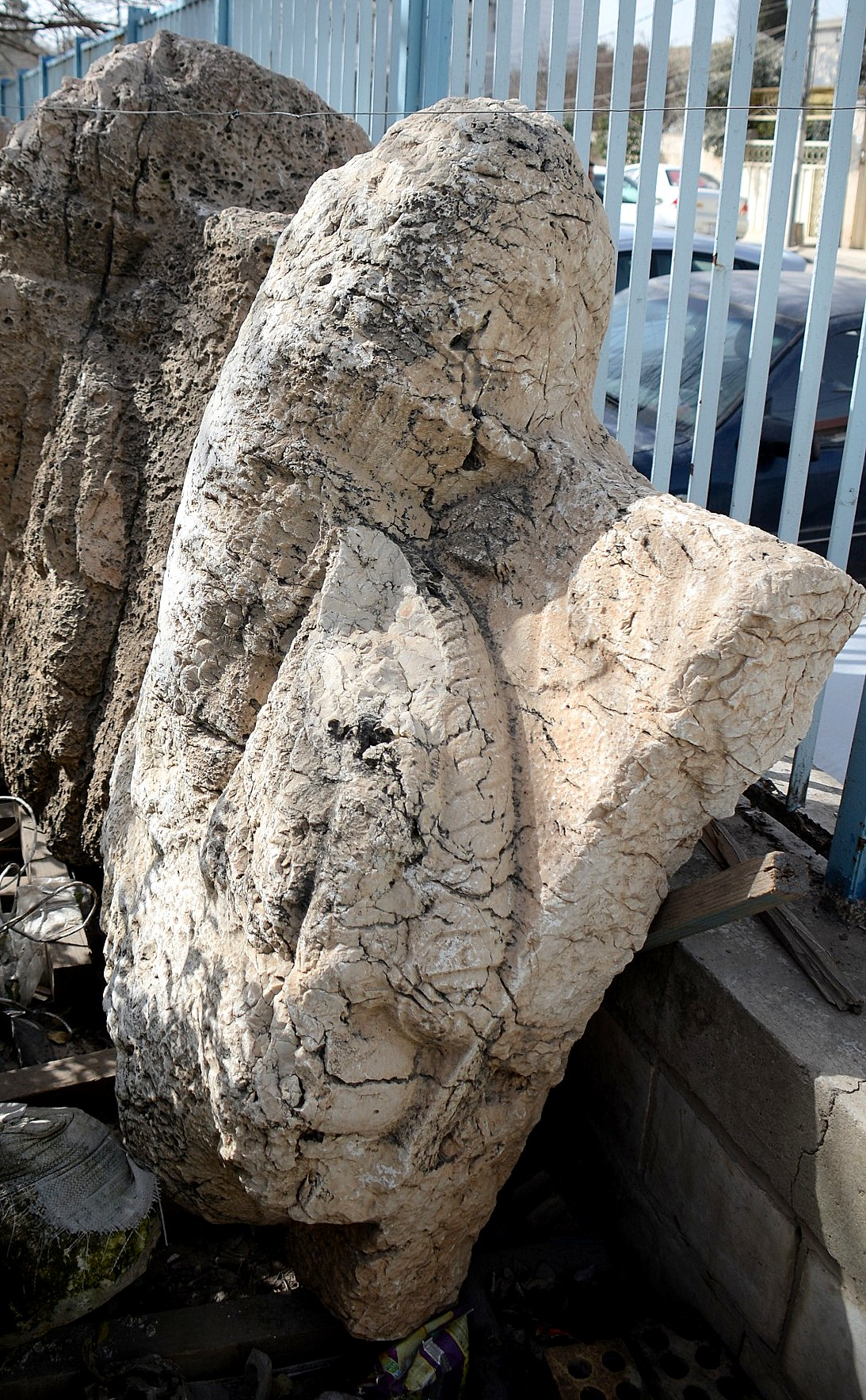
یک نیم‌تنه از نرسه، اواخر قرن سوم پس از میلاد.
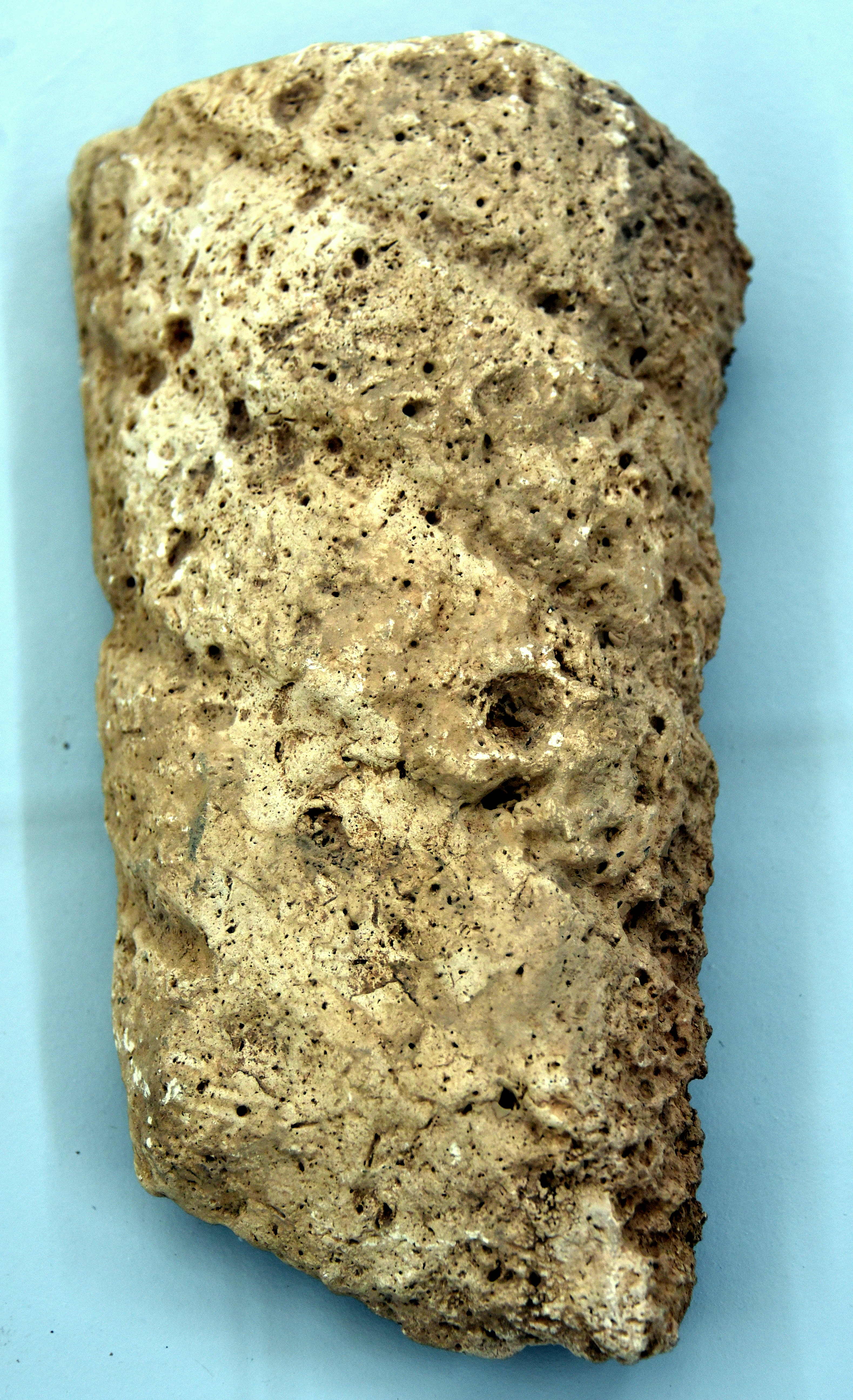
تکه ای از موی نیم تنه نرسه که به تازگی از برج پاکولی ساسانی، موزه سلیمانیه کشف شده است.
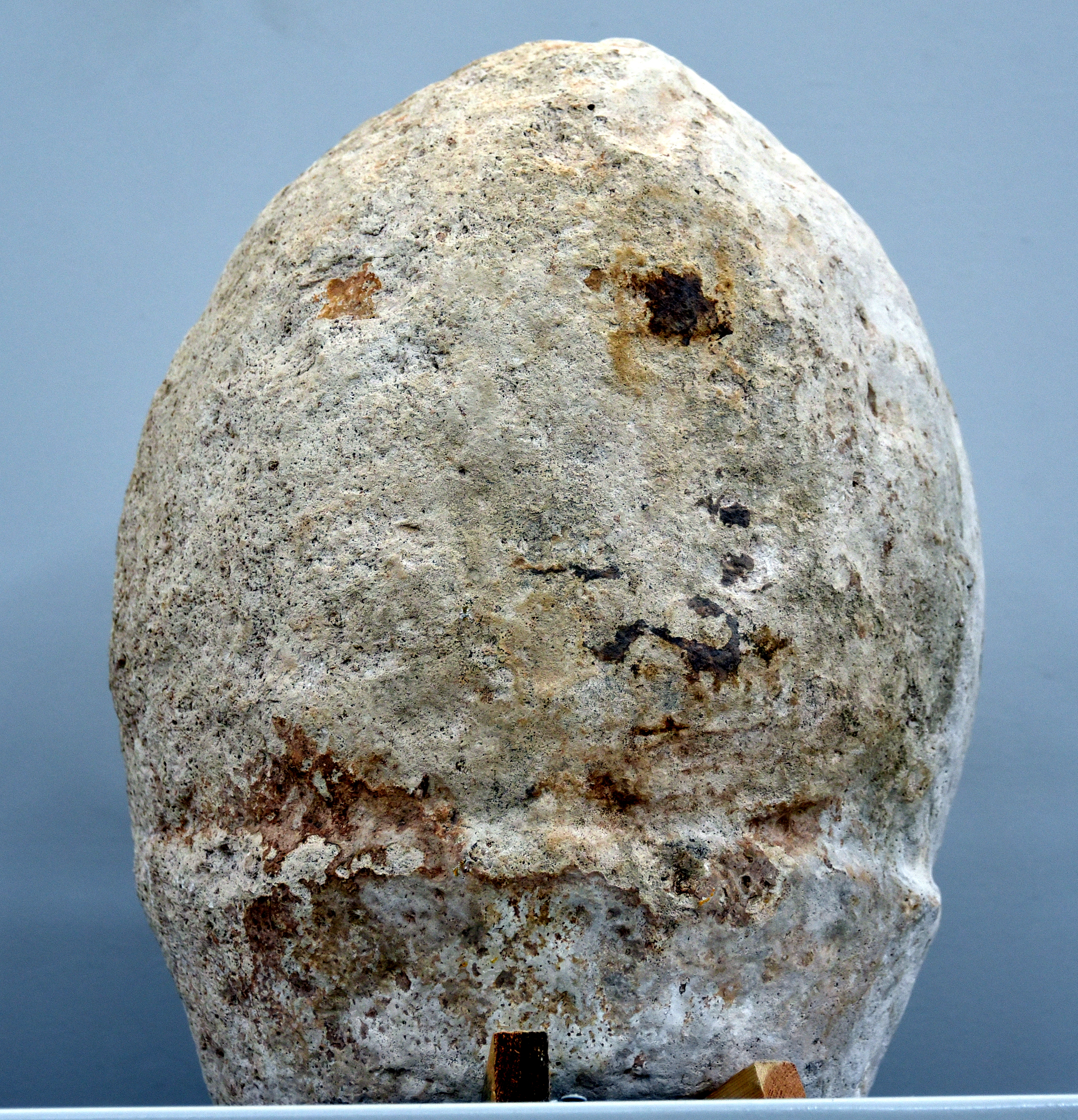
بخشی از کلاه نرسه
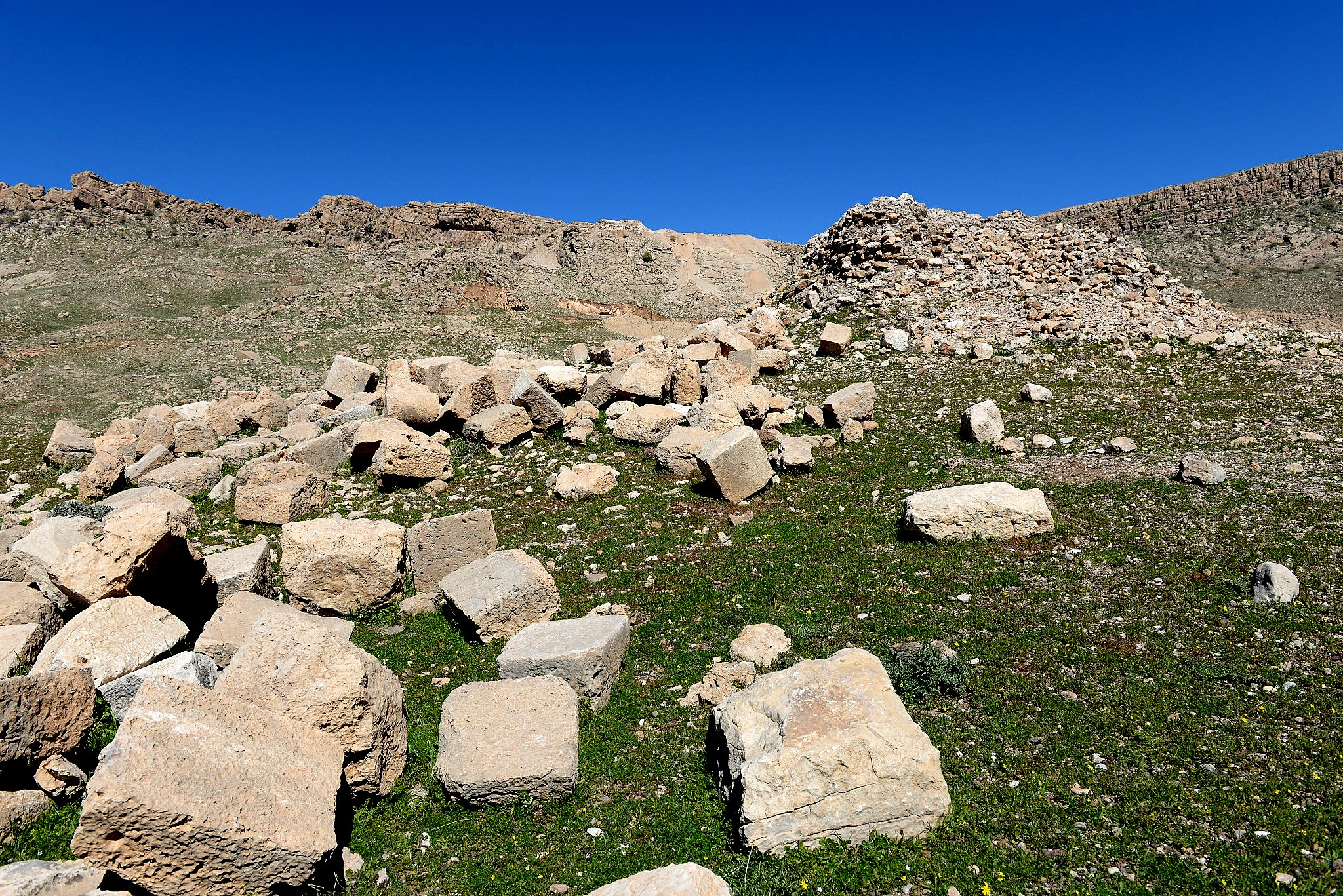
بلوک‌های بی‌نوشته‌ی پراکنده در سایت پایکولی در سلیمانیه
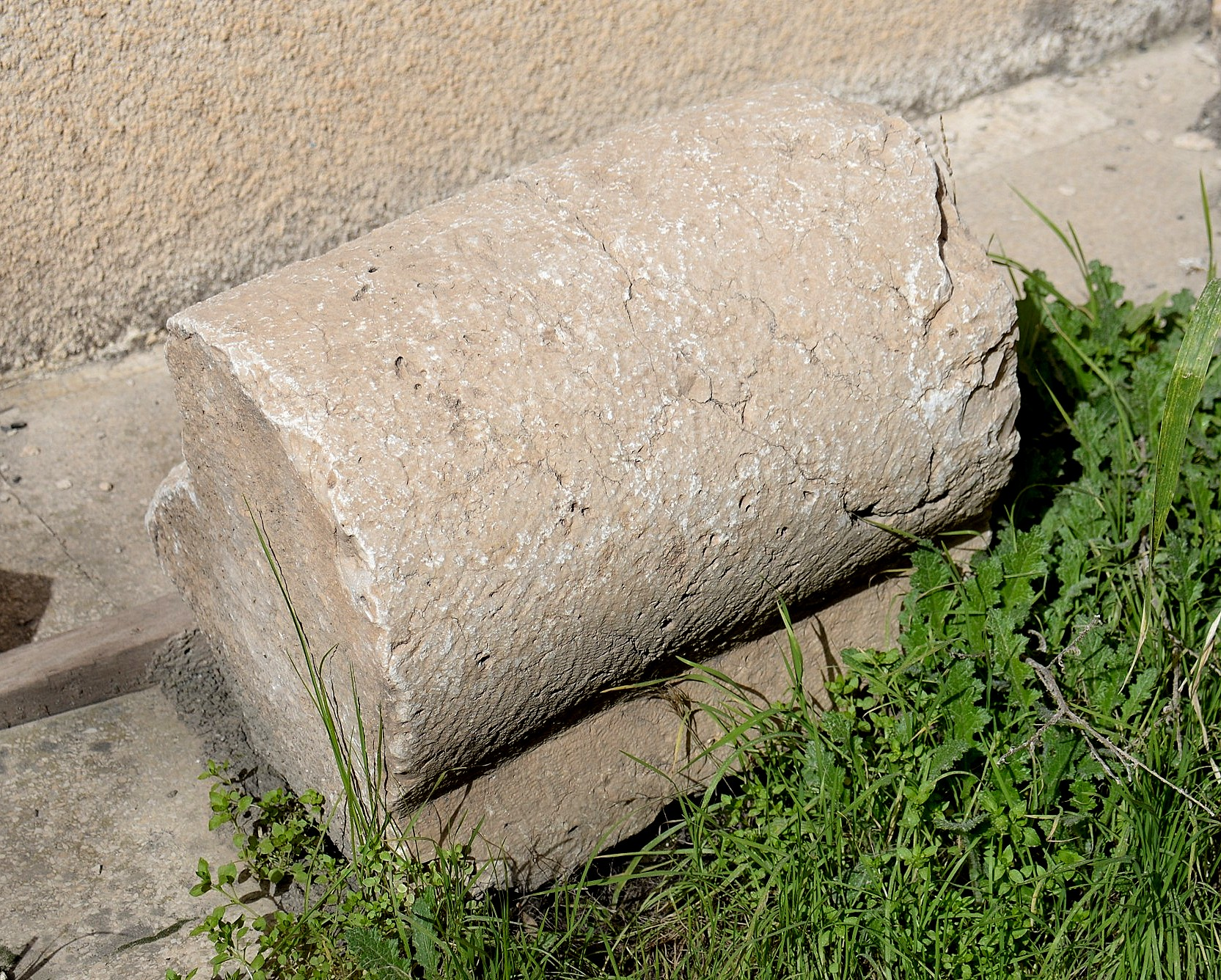
یک بلوک سنگی بی‌نوشته از شاه نرسه‌ی ساسانی.
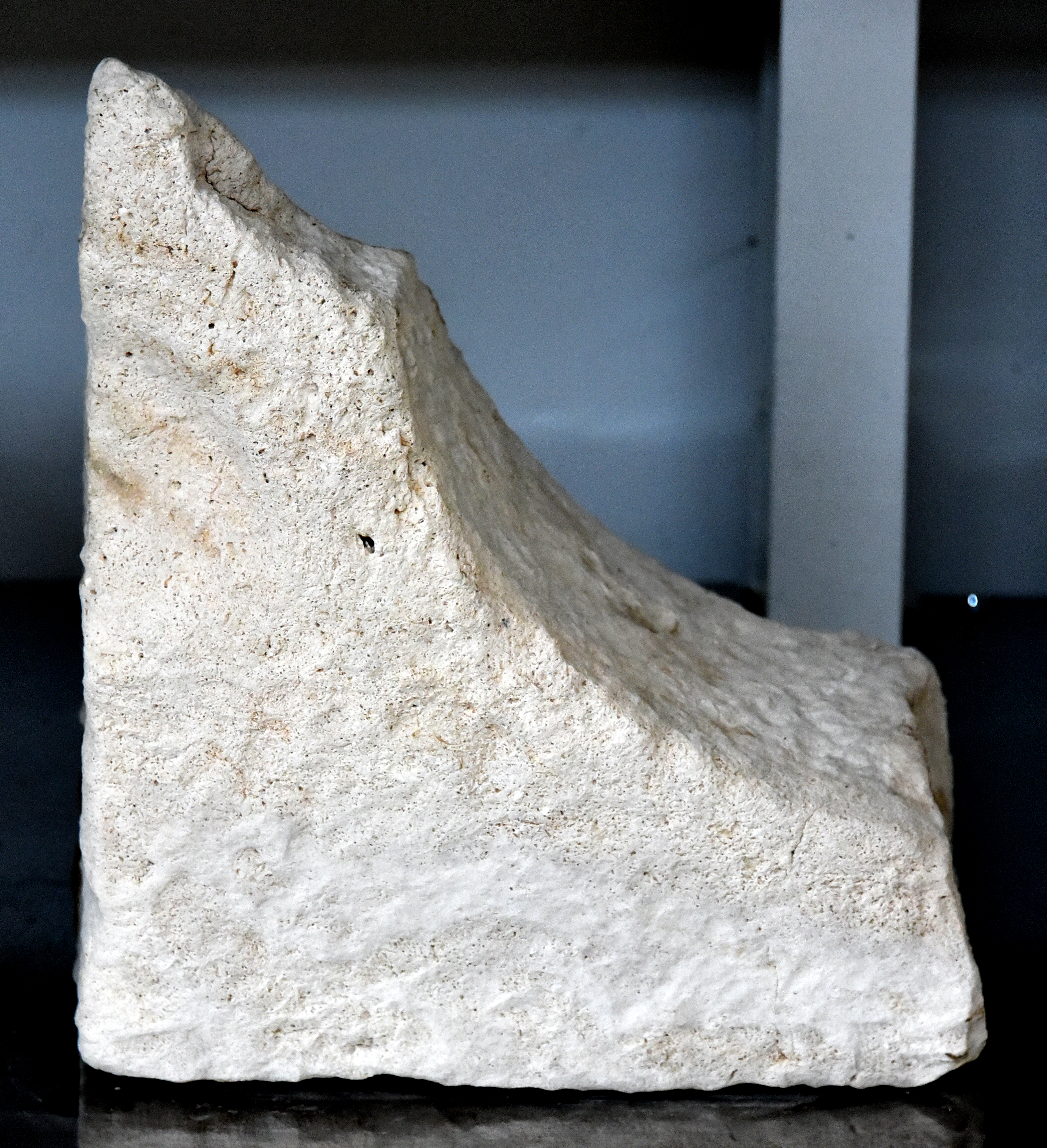
سنگ ساختمانی بی‌نوشته‌ی برج پایکولی.
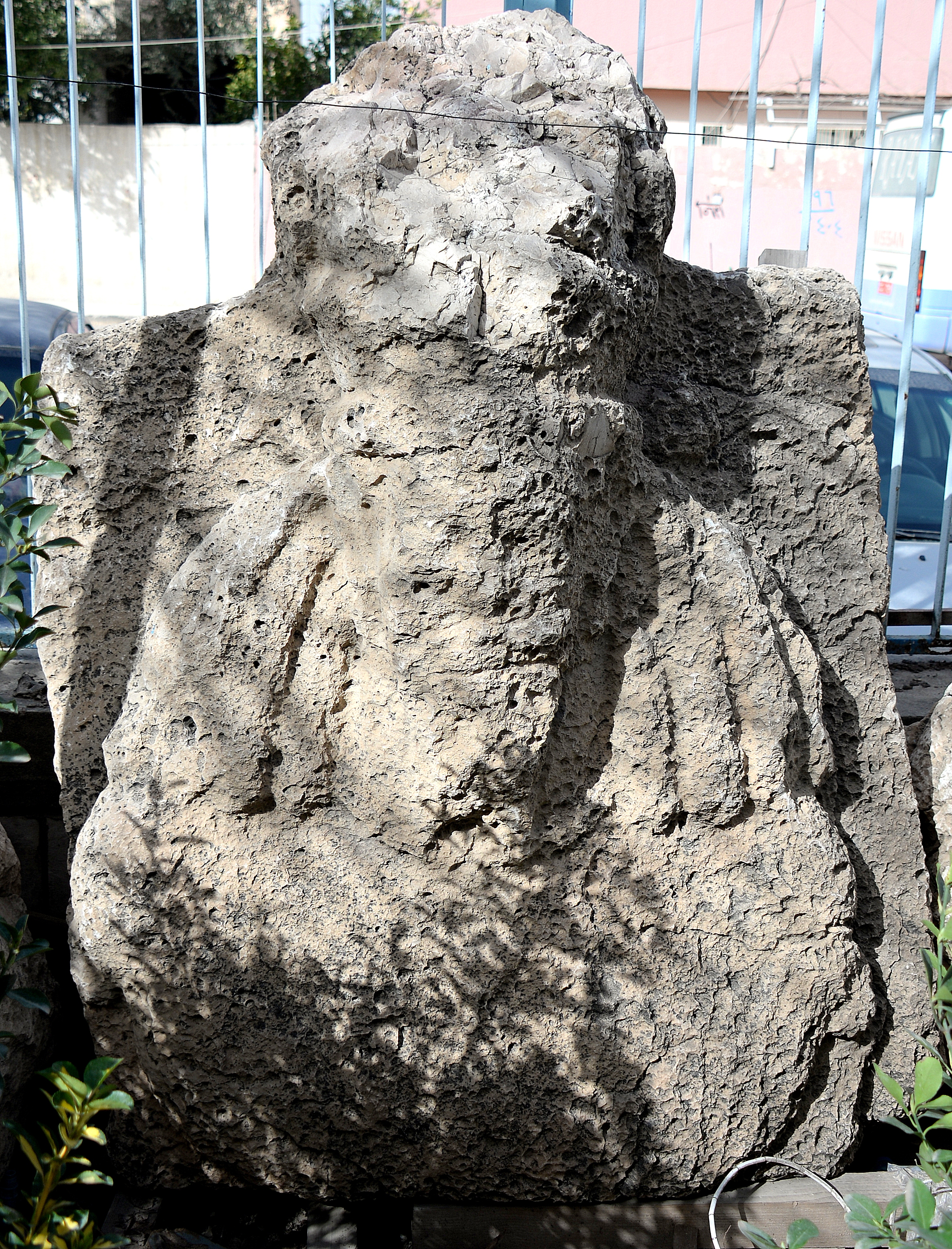
نیم‌تنه‌ای از شاه نرسه